# Defqon.1
Das Festival Defqon.1 ist eine jährliche Musikveranstaltung, die sich hauptsächlich auf Hardstyle und Hardcore Techno (inklusive diverser Subgenres) konzentriert. Sie wird seit 2003 vom Organisator und Plattenlabel Q-Dance veranstaltet.

## Geschichte
Das Festival wurde 2003 erstmals am Strand von Almere in der niederländischen Provinz Flevoland veranstaltet. Es zeigte aufwändige Bühnensets, Lichteffekte und Feuerwerkshows. Das Festival dauerte bis zum Jahr 2012 jeweils 12 Stunden und fand in der Zeit von 11.00 bis 23.00 Uhr statt.
Anfang 2011 gab der Veranstalter bekannt, dass die Defqon.1 aufgrund fehlender Genehmigungen nicht mehr in Almere stattfinden wird. Das Festival fand daraufhin seinen neuen Platz in Biddinghuizen, nahe dem Freizeitpark Walibi Holland, wo es am 25. Juni 2011 erstmals stattfand. Das Gelände diente davor bereits anderen großen Festivals, etwa dem Lowlands, als Austragungsort. Seit 2012 dauert die Defqon.1 drei Tage, von Freitag, 20 Uhr, bis Sonntag, 23 Uhr. Samstags gibt es über den normalen Festivaltag hinaus eine Afterparty bis 4 Uhr.
Am 19. September 2009 fand die Defqon.1 zum ersten Mal im australischen Sydney statt. Als Veranstaltungsort wurde das Internationale Regatta Centrum gewählt, welches im Jahr 2000 für die Olympischen Sommerspiele gebaut wurde.
Am 12. Dezember 2015 gab es erstmals einen Ableger der Defqon.1 in Südamerika. Als Austragungsort diente das Centro de Eventos Munich in Santiago de Chile. Nach einer zweiten Ausgabe im Jahr 2016 wurde der chilenische Ableger wieder eingestellt.
Seit 2012 kommen jedes Jahr 55.000 Besucher. Dabei steigt der Anteil an verfügbaren Tickets für Besucher des dreitägigen Events in jedem Jahr, analog dazu fällt die Zahl der verfügbaren Tagestickets, die es für den Samstag und den Sonntag des Festivals gibt. Waren es 2012 noch 15.000 und 2013 20.000 Camper, gab es beim Defqon.1 2014 schon 30.000 Gäste, die ein Ticket für alle drei Festivaltage erwarben. 2015 wurde auf 60.000 Besucher erweitert.
Seit 2017 gibt es die Möglichkeit, sich für den Ticketverkauf vorzuregistrieren.
Durch die COVID-19-Pandemie fiel das Festival 2020 und 2021 aus.
2022 fand dies unter dem Motto "Primal Energy", wie ursprünglich für 2020 geplant, statt. Gleichzeitig dauerte das Festival vier Tage anstatt der üblichen drei.
2023 kamen an den 4 Festivaltagen insgesamt 250.000 Besucher aus 110 verschiedenen Ländern zusammen und stellten damit einen neuen Besucherrekord auf. Das Campinggelände wurde 2023 zudem erneut um ein weiteres Campingareal erweitert. Auch die Mainstage erreicht in diesem Jahr eine neue Rekordhöhe von ca. 54 Metern. Erstmals wurde bei den berühmten Endshows auch Feuerwerk hinter dem Publikum gezündet.
2025 findet das Defqon.1 Festival vom 26. bis 29. Juni statt.

## Defqon.1 Niederlande

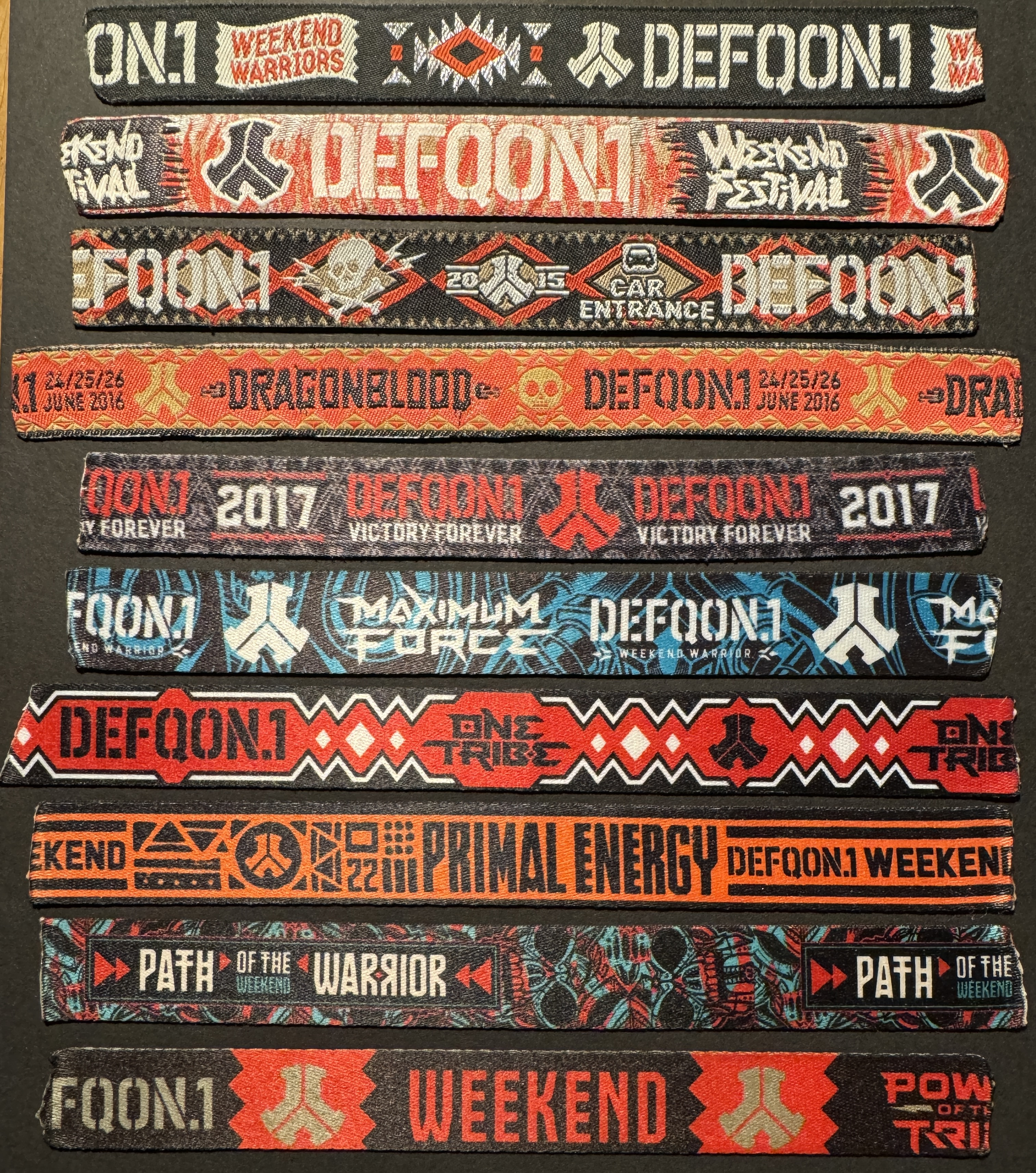
Defqon.1 Einlassbändchen für das Wochenende (2013, 2014, 2015, 2016, 2017, 2018, 2019, 2022, 2023, 2024; von oben nach unten)

| Jahr | Hymne                                                                                               | Anzahl DJs | Datum        |
| ---- | --------------------------------------------------------------------------------------------------- | ---------- | ------------ |
| 2003 | DHHD – 30 Minutes (nicht offiziell)                                                                 | 48         | 14. Juni     |
| 2004 | Tuneboy – Demolition (nicht offiziell)                                                              | 79         | 19. Juni     |
| 2005 | The Prophet – Emergency Call                                                                        | 85         | 18. Juni     |
| 2006 | Showtek – The Colour Of The Harder Styles                                                           | 103        | 17. Juni     |
| 2007 | Brennan Heart – Get Wasted                                                                          | 124        | 16. Juni     |
| 2008 | Luna & Deepack – Biological Insanity                                                                | 119        | 14. Juni     |
| 2009 | Headhunterz – Scrap Attack                                                                          | 104        | 13. Juni     |
| 2010 | Wildstylez – No Time To Waste                                                                       | 115        | 12. Juni     |
| 2011 | Noisecontrollers – Unite                                                                            | 254        | 25. Juni     |
| 2012 | Headhunterz & Wildstylez vs Noisecontrollers – World of Madness                                     | 181        | 22.–24. Juni |
| 2013 | Frontliner – Weekend Warriors                                                                       | 312        | 21.–23. Juni |
| 2014 | Coone – Survival Of The Fittest                                                                     | 301        | 27.–29. Juni |
| 2015 | Ran-D ft. Skits Vicious – No Guts, No Glory                                                         | 303        | 19.–21. Juni |
| 2016 | Bass Modulators – Dragonblood                                                                       |            | 24.–26. Juni |
| 2017 | Frequencerz – Victory Forever                                                                       |            | 23.–25. Juni |
| 2018 | Project One – Maximum Force                                                                         |            | 22.–24. Juni |
| 2019 | Keltek, Phuture Noize & Sefa – One Tribe                                                            |            | 28.–30. Juni |
| 2020 | D-Block & S-te-Fan – Primal Energy (abgesagt, verschoben auf 2021, nur "Defqon.1@Home"-Videostream) |            | 26.–28. Juni |
| 2021 | D-Block & S-te-Fan – Primal Energy (abgesagt, verschoben auf 2022, nur "Defqon.1@Home"-Videostream) |            | 25.–27. Juni |
| 2022 | D-Block & S-te-Fan – Primal Energy                                                                  | >350       | 23.–26. Juni |
| 2023 | Sub Zero Project – Path Of The Warrior                                                              |            | 22.–25. Juni |
| 2024 | Sound Rush – Power of the Tribe                                                                     | 388        | 27.–30. Juni |
| 2025 | Vertile - Where Legends Rise                                                                        | >370       | 26.–29. Juni |

### Line-Ups Defqon.1 Niederlande 2003 bis 2018
Luna

Super Marco May

Pavo

Activator

Scot Project

Dana

Daniele Mondello

Donkey Rollers

Charly Lownoise

Yves DeRuyter

Bas & Ram

Cosmic Gate

Marcel Woods

Johannes Heil (live)

Jay Denham

Miss Djax

Kay D Smith

Andreas Kremer

Pounding Grooves

Xanno Gallois

The Darkraver

Bass D & King Matthew

Buzz Fuzz

Promo

Nosferatu

Gizmo

Endymion

Bountyhunter

Jimmy The Sound

Pila

Max B Grant

Showtek

Zenith

Alpha² (Alpha Twins)

Isaac

Sunny D

Technoboy

The Prophet

Haze & Abyss

Rino Cerrone

Ruffian

Tomcraft

Talla 2 XLC

Rank 1

Dumonde

Marc la Cruz

Claudio Diva

K.Cee

Marcel Woods

Gizmo

Pavo

Dana

Pila

Rush

Luna

Technoboy

Ruffian

Verdine Bel

Jan Liefhebber

Xanno Gallois

Umek

Miss Djax

Amok

DJ Astrid

Kai Tracid

Cosmic Gate

Francois

Bas & Ram

Igor S

Charly Lownoise

Lars Tindy

The Darkraver

Da Mouth of Madness

Beholder

Balistic

Gary D

Super Marco May

Lady Tom

The Prophet

Zany

The Abyss

Showtek

Isaac

Alpha² (Alpha Twins)

Syco

Yves

Bass D & King Matthew

Sunny D

Dano

G-Town Madness

Outblast

The Wishmaster

Promo

Akira

Drokz

Dr. Rude

Equinoxx

Don Diablo

Thomas Krome

Ignition Technician

Chris King

Kiama

Rank 1

Dave 202

Mark Norman

Marsje

D-Jean-D

Hardbounze Dj Team

Ado the Dream

Nick Lunn

Noise

Davide Sonar

Julian

Rob & MC Joe

Marvin Grell

Jeff Bounce

Flowtation

Kiama

Diego Noriega

Dee D

Antifact

Deej-010

Infinity

Stef Takkenberg

Main

Tristan & Neostar

Static
Gizmo

Duro

The Abyss

Franky SL

Donkey Rollers

Dana

Pila

Pavo

Vortex

Alpha² (Alpha Twins)

DV8

Syco

Dr. Rude

Peaky Pounder

Vince

Daisy

Nosferatu

Catscan

Outblast

Double T

Marcel Woods

The Scientist

Bas & Ram

Kalashnikov

Thilo

Igor S

Proteus

Brennan Heart

Xanno Gallois

Misstress Barbara

Oscar Mulero

Stephan de Wit

Vincent de Wit

D-Jay-Alias

Rude Awakening

Benny Rodrigues

Da Mouth of Madness

Franky Jones

Beasty Boy & Da Vinci

Stanton

Predator

Buzz Fuzz

Shadowlands Terrorists

Bass D & King Matthew

Francois

Ruthless

Yves

Ruffian

Yves DeRuyter

Balistic

Beholder

Gary D

Scot Project

The Darkraver

The Prophet

Luna

Technoboy

Timothy

Space Invaders

Nico & Tetta

Dave Joy

Dj Busy

John "00" Flemming

Spider

Dark by Design a.k.a. Gaz West

TMC

Ghost

Mauro Alpha

Nick Sentience

Tatanka

Mike Redman

Thomas Schumacher

Michael Burkat

Flowtation

Dee D

Jeff Bounce

Benjamin Bates

Diego Noriega

Waxweazle

Tony

Max Enforcer

Seb B

Bad Boyz

Furax

Vorwerk
Scot Project

Yoji Biomehanika

Deepack

Charly Lownoise

Ruthless

Isaac

Dana

Showtek

Zany

Francois

Technoboy

Ruffian

Cristian Varela

Marco Remus

Joris Voorn

Lucca

D-Jay-Alias

Mike Redman

Jochen Miller

Dave 202

Thalamus

Bas & Ram

Zatox

The Prophet

Deaz D

Activator

StraightOn DJ Team

Sam Punk

Pavo

Coone

Headhunterz

DV8

Greg C

Massiv

The Rebel

Lars Tindy

Lobotomy Inc.

Genius

Norman

Mystery

Villain

Promo

Outblast

Angerfist

Endymion

Lunatic

Miss Hysteria

Manu le Malin

Tha Playah

Dr. Macabre

Partyraiser

Syco

The Darkraver

Vince

Claudio Lancinhouse

Yves

Gizmo

The Stunned Guys

The Viper

Bountyhunter

Dr. Z-Vago

Jeff Bounce

Astrix

Mike Heart

Carlos Rios

Lunatic Asylum

Hectic Fence (Live)

Adi J

Predator

Marcus Meinhardt

TMC

Per

Miss Monica

Spider Willem

Robin "JayDee" Albers

Cellie

P-Pholl

Alexander Koning

Q-IC

Yoeri

Cally & Juice

Renato Cohen

Sandy Warez

Max Walder

Marlon

Kutski

Megara vs. Dj Lee

Jowan

Dariush

Atmospherik

Dj Charly

Roby G & Sane-D

Michael Dieters

Twisted

Shadowphaxx

Pinas

Devillien

The X-Clusive

Zoltar

Se7en

NickieNonstop

Ashley K.

Emiel Zwart
Mark Sherry

Coone

Beholder

Showtek

Brennan Heart

Luna

Tatanka

Alpha² (Alpha Twins)

The Prophet

Ruffian

Devillien

D-Spirit

JDA

Vince

Evil Activities

Angerfist

DaY-már

Noize Suppressor

Outblast

Promo

Syco

Trilok

Chiren

Max Enforcer

Brian M & MC Bunn

Melanie Di Tria

Zatox

Dana

Activator

Bruno Power

Deepack

Isaac

Zany

Technoboy

DV8

NickieNonstop

Marco Bailey

Hardcell

Surgeon

Speedy J

Gayle San

Manu Kenton

Q-IC

Arkus P

Dimitri

Mark van Dale

Gizmo

Pavo

Bass D & King Matthew

The Viper

Marc Acardipane

Rob & MC Joe

Distortion

Da Mouth of Madness

Jowan

Pascal Feliz

Walt

Cor Fijneman

Yves DeRuyter

Tommy Pulse

Luca Antolini DJ

Bobby V

JP

M-Shane

Armageddon Project

N-Vitral (Live)

D-Passion

Manu le Malin

The DJ Producer

Unexist

Bryan Fury

Akira

Hellfish

Steve Dexter

Dr. Rude

Francois

Ghost

Chicago Zone

Major Bryce

The Darkraver

Ruthless

E-Max

Ronald V

Lobotomy Inc.

Villain

Charly

Jones

Leep

Playboyz

Pinas

Shadowphaxx

Dutch Master

Twisted

D-Block & S-te-Fan

A-Drive

Supply Module

Apster

Mike Heart

Balistic

Haze

Kalashnikov

Evanti

Thilo

Stanton

Lars Tindy

A-lusion

Deaz D

Weirdo

Renegade

Eric Sneo

W.J. Henze

Raw

Dr. Willis

Jon the Baptist

Waldhaus

Weichentechnikk

Sei2ure

The Kotzaak Klan

Synapse

Dart

Meadow Inferno
Brennan Heart pst. Blademasterz

D-Block & S-te-Fan

Dana

Davide Sonar

Deepack

Headhunterz

Lars Tindy

Luna

Max Enforcer

Pascal Feliz

Technoboy

Zany

Ruffian

D-Passion

Endymion

Evil Activities

Korsakoff

Meccano Twins (Live)

Osiris

Outblast

Promo

T-Junction

Tommyknocker

Syco

A-Drive

A-lusion

Alpha² (Alpha Twins)

Beholder

Dutch Master

Frontliner

Josh & Wesz

Pinas

Project One

Showtek

The Prophet

DV8

Amok

Ben Sims

Dave Tarrida

Jan Liefhebber

Lucca

Robert Natus

Rude Awakening

Stephan de Wit

Vincent de Wit

The Darkraver

Flamman & Abraxas

Francois

Masochist

Ruffneck

Scott Brown

The Stunned Guys

Uzi

G-Town Madness

Da Mouth of Madness

Da Syndrome

Dark by Design a.k.a. Gaz West

Fausto

Mark Sherry

Ultraform

M-Shane

Armageddon Project

Daisy

Peaky Pounder

Sandy Warez

Stormtrooper

N-Vitral (Live)

Apster

Binum

Coone

Danny C

Dark-E

Furax

Ghost

Manu Kenton

Playboyz

Q-IC

Ronald V

Villain

Dragan

Jones

Main

Nitrouz

Scope Dj

Clive King

Gary D

Marcello

Paul Jay

Pavo

Yves DeRuyter

Linez
Fausto

Kamui

Isaac

D-Block & S-te-Fan

Wildstylez

Headhunterz

Technoboy

Noisecontrollers

The Prophet Feat. Rocks

Donkey Rollers

Ruffian

Ali Wilson

Louk

FJ Project

Artento Divini

Randy Katana

Charly

Joop

Lisa Lashes

Mark Sherry

Audiowarp

Chucky

Yves De Ruyter VS Franky Jones

Sequence & Ominous

Digital Boy

The Horrorist

Charly Lownoise & Mental Theo

Panic & Buzz Fuzz

The Viper

Manu Le Malin

Stanton

Gizmo

Alee

Coone

The Pitcher

Dana

Davide Sonar

A-lusion Meets Scope DJ

Brennan Heart Presents New Album

Frontliner

Ivan Carsten Ft. Stephanie (aka Stephy)

Tatanka

Zatox

DV8

Luna

Mr. B

Jan Liefhebber

Ido Ophir

Mario Ranieri

Surgeon

Amok

Rude Awakening

Evan Forest

Peaky Pounder

Killswitch & Reset

Dart

The Destroyer

Hellfish

Death Matchine

The DJ Producer

The Teknoist

Matt Green - LIVE

Unexist

Traffik

Mez

The Outside Agency

Justice

Beat Providers

Pskyo Punkz

The Mindplayer

Atmozfears

D'Stylerz

Profyler & Digital Punk

Dailudia

Ran-D

B-Front

Jeff

Noize Suppressor

Nosferatu

Consumer & Counterfeit

Evil Activities

Endymion

Promo

DJ Inyoung

Day-Már

Mad Dog & Anime

Tha Playah

Weapon X

RB Djan

Qatja S

Mystery

Ladyboy

Sjoekoe & Jones

The Playboyz & Guarana

Ruthless

Ronald V

Demoniak

Instigator

Villain
Red

(Mainstage)

hosted by MC DV8

Thilo & Evanti

Headhunterz "Special Performance"

Coone

Brennan Heart

Frontliner (Live)

Charly Lownoise & Mental Theo

Noisecontrollers

D-Block & S-te-fan

Wildstylez

Black

(Hardcore)

hosted by MC Da Mouth Of Madness

E-Ruption

Neophyte

Art Of Fighters

Outblast

Tha Playah

Nosferatu

Traxtorm Stars with Anime, Amnesys & Mad Dog

Endymion

Partyraiser vs. Unexist

Blue

(Hardstyle)

hosted by MC Villain

Nitrouz

Secony Identity (Live)

Slim Shore

Psyko Punkz (Live)

Digital Punk

Zany

Tatanka

Alpha² feat. Beat Providers

B-Front

Deepack

Silver

(Industrial)

hosted by MC Justice

Mental Wreckage

Negative A

Tymon

Simon Underground

Mez vs. Torsion

Stormtrooper

Mindustries

Bryan Fury

Drokz

Green

(Techno)

hosted by MC TMC

Audio Slayer

Virgil Enzinger

Mike Drama

Fernanda Martins

DJ Bold

Miss Djax

Boris S

Daniela Haverbeck

Hilarious

Brown

(French Tek)

hosted by MC Chucky

Davoodi

Jones

Playboyz

Transfarmers (Live)

Fenix

Dr. Phunk

Ruthless & Coone

Demoniak

Dark-E

Purple

(Upcoming Hardstyle)

hosted by MC V

Ezteq

Waverider

Soul-T

Atmozfears

Hektic

Frequencerz

Intractable One

Bioweapon

Artic

The Yofridiz

The Vision

Titan

Grey

(Oldstyle, Early Rave)

hosted by MC Da Syndrome

Robin "Jaydee" Albers

Fierce Ruling Diva

Yves "Special Club X Set"

The Prophet

The Viper & Panic

Promo "Files Set"

Pavo

Delirium

Vince

Orange

(Hard Trance)

hosted by MC J-B

Dimavi

Phil York

Stana

Kamui

Nik Fish

Fausto

A*S*Y*S*

Kutski "2 hour performance"

White
(Qlub Underground)

Darren Mase

Dov Elkabas

Pavelow

A*S*Y*S*

Arjen T

Dustin Zahn

Dock 45

Night Stalkers

Isaac

Heineken Star Club

hosted by MC Ambush

Streaver B

Juan Sanchez

Carita La Niña

Lucien Foort

Mike Ravelli

Sandrien

Presetone
Red:

Noisecontrollers

Technoboy

Headhunterz & Wildstylez

Zatox

Digital Age Showcase by Wildstylez (live)

The Prophet

B-Front

Kutski

Bioweapon vs. Toneshifterz

Stana

Hosted by: Ruffian

Blue:

Titan

Psyko Punkz

Luna & Crypsis

Alphaverb

Josh & Wesz

The Pitcher

Ran-D & Adaro

Waverider

Deepack

Alpha Twins

Hosted by: MC Villain / MC Renegade / MC DV8

Purple:

Jack of Sound

Wasted Penguinz

The Machine

Chris One

E-Force

Sound Freakerz

Kevin Kaos

Kodex

Stuback

Lucky Spellbound

D-Liciouz

Arkaine

Hosted by: MC Shizzler

Ultra Violet:

Coone

A-Lusion

Second Identity (live)

Flarup & Activator

Scope DJ

Isaac

Bass Modulators

Dutch Master

Brennan Heart

Headhunterz

Slim Shore (live)

Hosted by: MC Renegade

Orange:

Organ Donors

Kamui

BRK3

Louk

Marcel Woods

Ronald van Gelderen

Alex Kidd

Wragg & Logg:one

Hosted by: MC V

Magenta:

Akkachar

Niccon

Thrasher

Eye D & Hidden

High Rankin

Gomes

Henzel & Disco Nova

16BIT

The Bobby 6 killers

Hosted by: Dart

Brown:

Sjoeke

Royal S

Dr. Rude

Q-IC

Demoniak (LIVE)

Ronald V

Binum

Playboyz

Fenix

Hosted by: MC Vegas

Green:

Kammy

Sandy Warez

Robert Natus

Submerge

Marco Remus

Tommy Four Seven

July Ukie

Day-Már

David Christoph

Hosted by: Alee

Black:

Kasparov

The Playah (live)

Amnesys

Outblast vs. Angerfist

Promo vs. Evil Activities

Negative A

The Viper

State of Emergency

Distorted Revelation

Endymion ‘Album Showcase’ (live)

Hosted by: Ruffian / Renegade

Silver:

Ophidian vs. D-Pasion

The Outside Agency

The DJ Producer

Tymon (live)

Lady Kate

Synapse & Sei2ure

Richie Gee

Dean Rodell

Hosted by: MC Justice

Grey:

Neophyte vs. Partyraiser

Sequence & Ominous

Marc Acardipane

The Darkraver

Yves DeRuyter

Luna & Pavo “Early Hardstyle”

Claudio Lancinhouse

Bass D

Vince

Dune

Hosted by: MC Da Syndrome

White:

Pavelow

Dock 45

Gtronic

Henzel & Disco Nova

Space Pirates

Dandi & Ugo

Het Schoolplein

Jim Justice

Hosted by: MC Da Mouth of Madness

Preparty

Luna & Pavo

Deepack

Noisecontrollers

Josh & Wesh vs. E-Force

Isaac

Hosted by: MC Villain

Friday

White:

Pavo

Pila

Isaac

Super Marco May

Toyax

Deepack

Alpha²

Luna

Hosted by: MC Da Mouth of Madness

Magenta:

Dutch Acid Family

Grey:

Miss Monica

DJ Jean

Stanton

The Stunned Guys

Twan & Willem’s "Crazy Hour of Power"

Delirium

Promo

Lenny Dee

Zany & Vince

Hosted by: MC Da Syndrome

Blue:

Ivan Carsten

Scope DJ & A-Lusion

D-Block & S-Te-Fan

Stephanie

The Vision

Max Enforcer

Sasha F & Chris One

B-Front

Adaro ft. Danny Scandal

Tatanka

Hosted by: MC Ruffian

Black:

Terminal & Vavaculo

Dyprax

Kasparov

Evil Activities

The Viper

Tha Playah

Traxtorm Gangstaz Allied

Endymion

Negative A

Hosted by: MC Jeff

Purple:

Soundcreators

The Anarchist

S Dee

Sound Freakerz

Omegatypez

Dynamics

Neilio

DJ Y.O.Z.

Artic

Solutio & The I’s

Hosted by: MC Shizzler

Darkraver invites:

The Outsiders

Darkraver vs. Dyna

Darkraver vs. Billy the Kid

Darkraver vs. Bass-D

Darkraver vs. Vince

Darkraver vs. Day-Már

Hosted by: MC Iceman

The Gathering:

Headhunterz, Noisecontrollers & Wildstylez

Hosted by: MC Villain

Afterparty:

Brennan Heart

Coone vs. Ruthless

Rusion of Sound with Jack of Sound, Code Black, Rebourne

Psyko Punkz vs. Alpha²

Hosted by: MC Syco

Saturday

Red:

Activator

Isaac

The Pitcher

Technoboy & Tuneboy

Ran-D

Noisecontrollers

Psyko Punkz

Wildstylez

Crypsis

Brennan Heart

Headhunterz

Coone

Hosted by: MC Ruffian

Brown:

Gave

Davoodi

Mope Seven

Demoniak

Fenix

Mark With A K

Dr. Rude

Ruthless

Hosted by: MC Chucky

White:

Mike Mago

Dock 45

NT89

Franz & Shape

The Oddword

Modek

Henzel & Disco Nova

Thilo & Evanti

Fausto

Lee Mac

Hosted by: MC Da Mouth of Madness

Magenta:

Dutch Acid Family

Grey:

Lucien Foort

Pila

Bountyhunter

Flamman & Abraxas

Mental Theo

Critical Mass

Predator

Panic

Waxweazle DJ Team

Buzz Fuzz

Hosted by: MC Da Syndrome

Blue:

Jack of Sound

Geck-O

Zany

Lady Faith

Frontliner

Zatox

Alphaverb

Alpha²

Gunz for Hire

Titan

Radical Redemption

Hosted by: MC DV8

Black:

Pandorum

Prankster

Promo

Mad Dog

Ruffneck ft. Triax

Neophyte Records Allstars

Nosferatu

Art of Fighters

Partyraiser

Day-Már

Noize Suppressor

Hosted by: MC Jeff

Purple:

Bass Chaserz

Deetox

In-Phase

Outlander

Audiofreq

F8trix

Hardstyle Boiz

Phrantic

Innerheat

Jajox

Rebourne

Hosted by: MC Shizzler

Orange:

Dimavi

Friendz & Enemiez

Anne Savage

Fabian Kempe

Fausto

Scot Project

Alex Kixx vs. Kutski

Stana

Organ Donors

A*S*Y*S

Hosted by: MC Renegade

Silver:

Repix

Peaky Pounder

Counterfeit

Dub Elements

Synapse

Ophidian

Limewax vs. The Panacea

Igneon System vs. AK-Industry

Progamers

Hosted by: MC Dart

Ultra Violett:

Bass Modulators

Da Tweekaz

Ambassador INC

Digital Punk vs. Waverider

Toneshifterz

Code Black

Wasted Penguinz

Activator

Harddriver

Nitrouz

The Prophet

Hosted by: MC Villain

Green:

Redmou5

Radial

Sutter Cane

Brain Sanhaji

Two times four

Ree

Sasha Carassi

Sven Wittekind

Torsten Kanzler

Hosted by: MC Axys

Gold:

Melly Mel

Basterd

Bootsman2Bootsman

Fanny West

TMP vs. Dirtcaps

Lucien Foort

Carita La Nina

De Cultuurbarbaren

Hosted by: MC Choral

Friday

Red - The Gathering:

Frontliner

Headhunterz

Zatox

Hosted by: MC Villain

Blue - Nightparty

We R

Hosted by: Ruffian

Saturday

Red:

Frontliner

Brennan Heart

Noisecontrollers

Psyko Punkz

Endymion & Evil Activities

Ran-D

Adaro

Code Black

Wasted Penguinz

Luna & Pavo & Pila

Hosted by Villain

Purple:

Tartaros

Amada

Juized

Nosle

Festuca

Emperador & Demolite

Bass Chaserz

Kamikaze Deejay's

Silver Nikan

D-Droned

Hosted by Shizzler

Orange:

Lee Mac

Chuck-E & Shocker Show

Kutski

Jim Justice & Wragg

Fausto

F&E

Xdream

Hosted by Shocker

White:

Mightyfools

Organ Donors

ACTI

Etnik

Donnie Darko

Eyoung

QULT Talent

Hosted by Tjek

Ultraviolet:

Josh & Wesz

Bass Modulators

Toneshifterz

Scope DJ

Audiofreq

Neilio

Enceladus

In-Phase

Sound Freakerz

HSB

Fanatics

Hosted by DL!

Silver:

The Outside Agency VS Synapse

Thrasher VS Limewax VS Bong-Ra

Dr. Peacock

Sinister Souls

Repix

Dither

Sei2ure

N-Vitral 

Omkara Techichi 

Detest

Hosted by Apster

Blue:

B-Front

Frequencerz

Chain Reaction & Luna

E-Force

Crossfire

Geck-o

Degos & Re-Done

Digital Punk

High Voltage

Omegatypez

Prefix & Density

Hosted by DV8

Magenta:

Dirtcaps

Gomes

Jaziah

Tim v/d Stadt

Luciën Foort

Fanny West

Weslo

Phunky Dlight

Stranger

Dimystic

Luca Perra

Hosted by Sampiee

Gold:

The Viper

Ruffneck VS Predator

The Dreamteam

Catscan

Mental Theo

Yves Deruyter

Frantic Freak

Pila

Luciën Foort

Hosted by Da Mouth of Madness

Green:

Mark with a K

DaY-már

Dr. Rude

Angel

Two Times Four

Playboyz

Dicke Junge

Dr Phunk

Hosted by Chucky

Black:

Partyraiser

Neophyte

Nosferatu

Amnesys

Anime

Nitrogenetics

Terminal & Vavaculo

Decipher & Shinra

Furyan

System Shock

Hosted by Jeff

Blue - Nightparty:

Isaac

Max Enforcer

The Viper

DV8 Rocks

Hosted by Ruffian

Sunday

Blue:

The Prophet

Alpha2

Deepack

Activator

Hard Driver

Jack of Sound

The R3belz

Artic

Dillytek

Hosted by DV8

White:

Geck-e

Stana

The Oddword

Henzel & Disco Nova

Argy

Hosted by Tjek

Black:

Mad Dog

Art of Fighters

Promo

Noize Suppressor

Ophidian

Tommyknocker

Dyprax

Prankster

Omi

Hosted by Jeff

Magenta:

The Prophet

Luna

Alpha2

Beholder & Balistic

Pila

Nosle

Toyax

Jones

Hosted by Shizzler

Gold:

Hard Creation

Vince

Bass-D

Critical Mass

G-Town Madness

Buzz Fuzz

Dano

MD&A

Gizmo

Paralizer

Hosted by Da Mouth of Madness

Ultraviolet:

Atmozfears

Da Tweekaz

Adrenalize

Stephanie

Waverider

James Bayliss

Outlander

Xdream

The Strangerz

Hosted by DL!

Red - The Closing:

Wildstylez

Coone

Gunz for Hire

Hosted by Villain

Friday

Blue - The Gathering:

Coone

Isaac

Wildstylez

Ran-D

Wild Motherfuckers

Hosted by: Ruffian 

Orange - Q-Dance Radio:

Dr. Phunk

Gizmo

Kasparov

Outblast

Pandorum

Partyraiser

Dither

Hosted by: Axys

Saturday

Red:

Audiofreq & Geck-O

Bass Modulators

Max Enforcer

Psyko Punkz

Atmozfears

Power Hour

D-Block & S-te-Fan

Coone

Zatox

Noisecontrollers live

Crypsis

B-Freqz live

Hosted by Villain

Purple:

Proto Bytez

Recharge

Concept Art

Pulserz

Hpnotic

Noisecult

Nutralizers

Electronic Vibes

Aztech

Your-On

Advanced Dealer

Hosted by Axys

Brown:

Weslo

Davoodi

Dirtcaps

Giocatori

LNY TNZ

Dr. Rude & Dr. Phunk

Mark with a K

Ruthless

Kutski

Hosted by Chucky

White:

Luca Perra

Done Heavy

S1ngular

Subkilla

Donnie Darko

Atmo

A*S*Y*S

ACTI

Argy

Alex Kidd

Hosted by MC D

Ultraviolet:

Waverider

Rebourne

Sylence

Adrenalize & In-Phase

Sound Rush

Wasted Penguinz

Code Black

Stephanie

The Pitcher live

The Prophet

Hosted by DL!

Silver:

Krauser

Mindustries & Fracture 4

N-Vitral live

Dither

Meander

AK-Industry

Dolphin

Hellfish & The DJ Producer

Deathmachine

Rotator

Hosted by MC No ID

Blue:

Jack Of Sound

Festuca

Deepack

Alpha²

Exit Mind

Frequencerz

B-Front

Digital Punk

Minus Militia

Thera's Training Sessions

Titan & High Voltage

Hosted by DV8

Magenta:

Balistic

T.A.T.A.N.K.A Project

Gary D

Zenith

Deepack

Technoboy & Tuneboy

Luna Presents The Qlubtempo Parade

Hosted by Da Syndrome

Gold:

Sequence & Ominous

Meagashira

The Viper

Bass-D

Armageddon Project

Hamunaptra

D-Passion

Vince

Promo

Base Alert

Hosted by Da Mouth of Madness

Yellow:

Bart Hard

Chem D

Cardiak

Goetia

Sandy Warez

Dr. Peacock

Akira

Noisekick

~No Host!

Black:

Amada

Amnesys

Ophidian

Miss K8

Neophyte Bigger Than Ever Hostile Take Over: Neophyte, Panic, The Viper, Evil Activities, Endymion, Furyan, Tieum & Kasparov

Korsakoff & Day-Mar

Art Of Fighters

Partyraiser & Drokz

Hosted by Jeff

Indigo:

Notoriouz

Aeros

Artifact

Prefix & Density

The Geminizers & The Machine

Degos & Re-Done

Solutio

Blackburn & K96

Deetox & Delete

Darkpact

Warface

Hosted by Livid

Green:

Genetix

Broken Note

Black Sun Empire

Cooh

Lucy Furr

The Outside Agency Crossbreed Set

War Is Inevitable

Deluge of Sound

Hosted by Tjek

Orange - Q-Dance Radio:

Alex Kidd

Noize Suppressor

Sequence & Ominous

Day-Mar

The Magic Show feat.: Tartaros, The Machine & The Geminizers

Hosted By Shizzler

Blue Night Unit

Darkraver

TNT

A² Allstars

Endymion feat. Murda Turk

Hosted by Ruffian

Sunday

Blue:

Hard Driver

Phuture Noize & Goliath

Phrantic live

Tatanka

Outbreak

Chain Reaction

Luna

Activator

E-Force

Radical Redemption

Hosted by DV8

White:

Les Tronchiennes

Hawman

Bold Action

Dirtcaps

Geck-E

Eyoung

Hosted by MC D

Black:

System Shock

Wasted Mind

Evil Activities

Meccano Twins

Tha Playah

Mad Dog & AnimE

The Sickest Squad & Unexist live

Angerfist

Hosted by Jeff

Magenta:

Jones

Toyax

Davide Sonar

Scope DJ

Alpha²

Oldschool Modulators

Hosted by Da Syndrome

Gold:

Uzi

Critical Mass live

Panic

Dune live

Bountyhunter & Franky Jones

Darkraver & Mental Theo

Human Resource live

Buzz Fuzz & Dione

MD&A live

Hosted by Da Mouth of Madness

Ultraviolet:

Neilio

Energyzed & Shockerz

Da Tweekaz

Toneshifterz & Dillytek

Outlander

A-Lusion

Audiofreq

Italian Hardstyle Mafia

Hosted by DL!

Orange - Q-Dance Radio:

Bass Chaserz

Dirtcaps, LNY TNZ & Weslo

Festuca

Humanoise & DJ Denza

Kevin Kaos

N!ck & Red Faction

Q-Dance Radio Madness

Red - The Closing Ceremony:

Brennan Heart

Frontliner

Ran-D & B-Front

Hosted by Villain

Friday

The Gathering:

Blue:

Brennan Heart

D-Block & S-te-Fan

Gunz for Hire

B-Front

Max Enforcer

Mashup Jack live

Hosted by Villain

Black:

Charly Lownoise & Mental Theo

Nosferatu & Endymion Millenium Set

Darkraver & The Viper & Ruthless

Korsakoff

Mad Dog

Hosted by Ruffian

Saturday 

Red - All Harder Styles:

Ran-D

Frontliner

Coone

Minus Militia

Da Tweekaz

Noisecontrollers

Zatox

Wildstylez

Atmozfears

Digital Punk

Elkabass (a.k.a. The Prophet)

Hosted by Villain

Blue - Raw Hardstyle:

Radical Redemption live

Frequencerz

A² Records

Freakz at Night

Hard Driver

Warface

Endymion

Chain Reaction

Dark Pact & Luna

Titan

Phuture Noize

Hosted by DV8

Black - Hardcore:

Partyraiser

Tha Playah

Traxtorm Gangstaz Allied live

Miss K8

Evil Activities

Anime

Neophyte & Tieum

Pandorum

Outblast & Re-Style

Marc Acardipane

Synthax

Hosted by Jeff

Brown - Freestyle:

Dirtcaps

Ruthless

Feestdjruud

The Viper

Lowriderz

Kutski

Pat B

Demoniak

Akyra

Hosted by Chucky

U.V. - Hardstyle: 

Geck-O

Code Black

Audiofreq

Zany

Tatanka

Toneshifterz

Dr.Rude

Festuca

Chrystal Lake

Omegatypez

Atmo

Hosted by DL!

Gold - Early Rave:

The Dreamteam

Predator

Vince

Dune

Bass-D

Panic

G-Town Madness live

MD&A live

Critical Mass

Uzi

Hosted by Da Mouth of Madness

Magenta - Early Hardstyle:

Dana

Luna

Qlubtempo Parade

DJ Ghost

Jimmy the Sound

Sunny D

Melania Di Tria

Brooklyn Bounce

Hosted by Renegade

Silver - Industrial:

Ophidian & N-Vitral

The Outside Agency

Manu le Malin

The DJ Producer

Simon Underground

Bloodcage

Sei2ure

Switch Technique

Djipe live

War Is Inevitable

Hosted by NO-ID

Indigo - Xtra Raw:

Exit Mind

Main Concern

Act of Rage

Sub Sonik
Polish Raw Showcase

Jason Payne

Radiance

Artifact

Project Exile & Riiho

Hardcraft

Kevin Kaos

Hosted by Livid

Yellow - Terror & Frenchcore:

Dr. Peacock

Noisekick

SRB

The Destroyer

The Sickest Squad

Akira & Mithridate

Marcus Decks

Andy The Core

AK47

White - Qult Fest:

Mightyfools

Acti

Donnie Darko

Justin Prime

Scot Project

Alex Kidd

Phrantic

Singular

Max Moore

Done Heavy

Hosted by MC D

Purple - Up & Coming:

Electronic Vibes

Cyber

Devin Wild

Danidemente

Mandy

Notoriouz

Jinxed & Faizar

Kemikal

Ignition

Break Zero

Icha

Sickddellz

Hosted by Axys

Afterparty:

 

Blue Night Unit:

Deepack 15 Years Celebration

Frequencerz

Wasted Penguinz live

Alpha²

Hosted by Ruffian

 

The Q-Café:

```
#TIH Invasion
```

Destructive Tendencies

Kasparov & System Shock feat. Diesel

 

Friday

The Gathering:

Blue:

Bass Modulators

Frontliner & Max Enforcer

Da Tweekaz

NCBM

Ran-D

ALLSTVRS

Crypsis [LIVE]

Hosted by Villain

Black:

Angerfist & Partyraiser

Team Westside (The Darkraver, The Viper, Luna & Nosferatu)

Traxtorm Gangstaz Allied

Base Alert & Promo

Neophyte

Hosted by Ruffian

Saturday 

Red - All Harder Styles:

Brennan Heart

Coone

Bass Modulators

Radical Redemption [LIVE]

Wildstylez

Power Hour

B-Front

Code Black 

Audiotricz

Sound Rush

DJ Isaac & Luna

Dr. Rude

The Endshow

Hosted by Villain

Black - Hardcore:

Angerfist [LIVE]

Partyraiser & Dr. Peacock

Tha Playah

Nosferatu

Anime

N-Vitral [LIVE]

Noize Suppressor

Bodyshock & Furyan

Rude Awakening

Synthax

Negative A & Drokz

Broken Minds

Hosted by Jeff

Blue - RAW:

Gunz For Hire

E-Force

Warface

Digital Punk

Delete VIP

Bass Chaserz

Regain

Jack Lonky

Requiem

Alpha²

Degos & Re-Done

Hosted by DV8

UV - Hardstyle:

Wasted Penguinz

Technoboy

Audiofreq

Festuca & Adrenalize

Rebourne

MVTATE

Sickddellz

Noiseshock

Dillytek

Energyzed

Crisis Era

Danidemente

Hosted by Tellem

Gold - Early Rave:

Shadowlands Terrorists

Marc Acardipane a.k.a PCP

Lenny Dee & Rob Gee

Dune

Frantic Freak

Danger Hardcore Team

Leviathan [LIVE] & MD&A [LIVE]

Dr. Z-Vago

Buzz Fuzz

Stanton

Hosted by Da Mouth of Madness

Magenta - Early Hardstyle (2001 – 2005):

Dana

Luna

Deepack

Daniele Mondello

Pavo

A*S*Y*S

DHHD

Alex Kidd

Lip DJ

Hosted by Ruffian

White - Freestyle

Korsakoff

Ruthless

Dirtcaps

Zany

Vince

Kutski

Dr Phunk

Ransom

Pat B

Dutch Movement

Geck-o

The Boy Next Door

Hosted by Don De Baron

Indigo - Xtra Raw:

Vazard

Sub Sonik

Main Concern

Kronos

Rebelion

Hardstyle Mafia

Tartaros

Caine

Break Zero

Prefix & Density

Dailucia

Typhoon

Nightfall

Hosted by Livid

Yellow - Terror & Frenchcore:

Noisekick & Friends

F. NøIzE & Andy The Core

The Speed Freak

Le Bask

The Braindrillerz

Paranoizer

Tripped

Gabba Front Berlin

Johnny Napalm

Miss Offender

Hosted by No-iD

Silver - Industrial Hardcore:

The Outside Agency

Dolphin

Sa†an

Dither

C-Netik

Innominate

Mindustries

Wavolizer

Sacerdos Vigilia

Penta

Hosted by Dart

Purple - Talents:

Jinxed

Ignition

Meltdown

Clockartz

Ecstatic

"DJ/Producer Contest Winner"

Blackburn

Envine

The Disciple

Sephyx

Refuzion

Galactixx

Hosted by Dash

Afterparty:

 

Blue Night Unit:

The After Mother Fuckerz

Korsakoff

Hard Driver

Triple T From Italy

High Voltage

The Vision & Neilio

Hosted by Jeff

 

Sunday 

Red - All Harder Styles:

Defqon.1 Legends

Atmozfears

Frequencerz

The Closing Ceremony

Hosted by Villain

 

Black - Hardcore:

Miss K8

Destructive Tendencies

Mad Dog & Unexist

Evil Activities

Ophidian & D-Passion

Kasmada a.k.a Kasparov & Amada

Pandorum

Hosted by Nolz

 

Blue - RAW:

B-Freqz

Adaro

Deetox

Thera & Jason Payne

Notorious Two

Dark Pact

Endymion

Act of Rage & Artifact

Outbreak

Hosted by DV8

UV - Hardstyle:

Blademasterz a.k.a Brennan Heart

Frontliner

Noisecontrollers

D-Block & S-te-Fan

Zatox

Psyko Punkz

Cyber

NSCLT

Hosted by DL

Gold - Millennium Hardcore:

Menace || Society

Art of Fighters

Promo

J.D.A.

Predator

The Stunned Guys

Panic

Hosted by Da Mouth of Madness

Magenta - Early Hardstyle (2005 – 2011):

Hardheadz

Alpha²

Tuneboy

Josh & Wesz

Activator

A-lusion & Scope DJ

Jones

Hosted by Da Syndrome

White - Freestyle:

FeestDJRuthless

Mark With a K

The Darkraver

Boaz van de Beatz

The Viper

Bass-D

Lowriderz

Playboyz

Hosted by Ruffian

Indigo - Xtra Raw:

Phuture Noize [LIVE]

Sub Zero Project

The Machine

Freakshow

The Shade & Luminite

Bouncing Ball

MYST

Riiho & Digital Mindz

Desnar

Hosted by Livid

Yellow - Terror & Frenchcore:

The Sickest Squad

Bryan Fury

Akira

Radium

Hungry Beats

Zyklon

Repix

Hosted by No-iD

Silver - Industrial Hardcore:

Hellfish

Ruffneck & Synapse

Limewax

Stormtrooper

Xaturate

Densha Crisis

The Relic

Hosted by Dart

 

Friday

The Gathering:

Blue:

Wildstylez

Noisecontrollers

Coone

Bass Modulators

ZazaFront

Hosted by Villain

Black:

Partyraiser

Charly Lownoise & Mental Theo

Korsakoff

Mad Dog

Evil Activities

Hosted by Ruffian

Saturday 

Red - All Harder Styles:

Frequencerz

Brennan Heart & Zatox

NCBM a.k.a. Noisecontrollers & Bass Modulators

Atmozfears

Da Tweekaz 

Psyko Punkz

Power Hour

TNT a.k.a. Technoboy & Tuneboy 

Audiotricz

Cyber

Sound Rush

Adrenalize

The Endshow

Hosted by Villain & Tellem  

Black - Hardcore:

Angerfist

Partyraiser

Miss K8

Peacock in Concert

Destructive Tendencies

Neophyte

Andy The Core & Lady Dammage

Promo

Anime

Art of Fighters [LIVE]

The Melodyst

Decipher

Hosted by Diesel

Blue - RAW:

Radical Redemption

Adaro

Ran-D

Warface & D-Sturb

Deetox

Rebelion [LIVE]

Phuture Noize

Bass Chaserz

Public Enemies

Sub Sonik "Strike One Showcase" [LIVE]

Act of Rage

Jason Payne

Tartaros

Hosted by DV8

UV - Hardstyle:

Max Enforcer

Audiofreq

Toneshifterz

Rebourne

ANDY SVGE [LIVE]

Devin Wild

Stephanie

Galactixx

JNXD

NSCLT

Demi Kanon

Ignition

Hosted by DL

Gold - Early Rave:

Ruffneck

Drokz

Buzz Fuzz

The Stunned Guys

Frantic Freak

Dano

Bass-D

Panic

Dione

Gizmo

Francois

Hosted by Da Mouth of Madness   

Magenta - Early Hardstyle (2001 – 2005):

Zany

Luna

Deepack

Pavo

Activator 

Super Marco May

Balistic

Haze & Abyss

Pila & The Scientist

Sunny D

Beastyboy & Da Vinci

Hosted by Da Syndrome

White - Freestyle

Ruthless

Darkraver & Outsiders

The Viper

Dr. Rude

Ransom

Dr Phunk 

Mashup Jack

Dutch Movement 

PYRA.

Puinhoop Kollectiv

Genius

Skoften Sloopservice

Hosted by Ruffian

Indigo - Xtra Raw:

Titan

Unresolved

Prefix & Density

Artifact

Mind Dimension

Apexx

Clockartz

Dailucia

X-Pander

Malua 

Insidiouz & Udex

Hosted by Livid

Silver - Industrial Hardcore:

The Outside Agency

Dolphin & Bryan Fury

The DJ Producer

Dither & Tymon

Counterstrike

Manu le Malin

Mindustries

Meander

Ghost in the Machine

Hosted by Dart

Purple - Talents:

Ecstatic

MickeyG

Retrospect

Deadly Guns

Access One

Bloodpeak 

Contest Winner

Airtunes

Blamenoise

Theo Gobensen

Kevin Hucker

Unishock

Hosted by MC Dash

Yellow - Extreme:

The Sickest Squad

F.NØize

Noisekick 

Spitnoise

The Destroyer

Tripped 

Sjammienators

NSD

Bit Reactors

Sawtooth

Chaotic Hostility

Hosted by No-ID

Afterparty:

 

Blue:

War Force

Code Black

Phuture Noize

Alpha²

Hosted by Nolz

 

Magenta

Next Gen Madness:

Galactixx

JNXD

Jay Reeve

Rebourne & Sickddellz

Hosted by Tellem

 

Sunday 

Red - The Closing Ceremony:

A Hardstyle Legacy

15 Years of Defqon.1

Hosted by Villain   

 

Black - Hardcore:

Nosferatu & Tha Playah

Denekamps Gespuis

The Sickest Squad

N-Vitral 

Noize Suppressor

D-Fence

Furyan

Beastarius

Tears of Fury

Hosted by Diesel

 

Blue - RAW:

Gunz For Hire

B-Front

E-Force [LIVE] - the Edge of Insanity

Digital Punk & Crypsis

Hard Driver [LIVE]

Sub Zero Project

Jack Lonky

Delete

Endymion

Tatanka

Hosted by Nolz

UV - Hardstyle:

Brennan Heart

D-Block & S-te-Fan

Da Tweekaz present Tweekacore featuring Darren Styles

Wasted Penguinz

The Prophet

Villain & Dr. Rude

Audiotricz & Adrenalize

Sephyx

Hosted by DV8

Gold - Millennium Hardcore:

Promo & Catscan

Neophyte 

Endymion

Unexist 

Amnesys

Re-style

Weapon X

The Wishmaster

Hosted by Da Mouth of Madness

Magenta - Early Hardstyle (2006 – 2012):

Donkey Rollers

Isaac

Theracords Classics

Alpha Twins

Tatanka

Josh & Wesz

Tuneboy

Hosted by Ruffian

White - Freestyle:

DJ Paul Elstak

Korsakoff

Mark with a K

Dirtcaps

Pat-B [LIVE]

Geck-o presents The Funky Cat

Rocky Wellstack

Plug 'N Play

Shag Ü

Hosted by The Russian

Indigo - Xtra Raw:

Regain vs. Rebelion

Malice vs. Rooler

Degos & Re-Done vs. MYST

Caine: The Hardstyle Viking [LIVE]

Unchained vs. Bouncing Ball

Re-mind vs. Ncrypta

D-Attack & Kuzak

Hosted by Livid

Silver - Industrial Hardcore:

Detest

Switch Technique

Deathmachine

Sei2ure [LIVE]

Bloodcage

Synaptic Memories

Somniac One

Hosted by Dart

 

Yellow - Extreme:

HKV [LIVE]

SRB

The Speed Freak

Goetia

The Braindrillerz

Death By Design

Sefa

Hosted by No-ID

Friday

Blue:

Headhunterz

Frequencerz

Bass Modulators

B-Front & Phuture Noize

Atmozfears

Hosted by Villain

Black:

Paul Elstak

20 Years of Endymion [LIVE]

Korsakoff

Tha Playah

Destructive Tendencies

Hosted by Ruffian

Sculpture Park:

Domenico Fania

ENNiK

M-Jay

St. Benhard

Vaagrid

Saturday 

Red:

Max Enforcer

Andy Svge

Sound Rush

Noisecontrollers

Power Hour

Code Black

D-Block & S-Te-Fan

Wildstylez

Ran-D [LIVE]

Warface

Sub Zero Project

The Endshow

Hosted by DV8 und Villain

Blue:

Luna

Degos & Re-Done

Requiem

Digital Punk

E-Force

Regain [LIVE]

Jason Payne

B-Freqz [LIVE]

Adaro

Radical Redemption [LIVE]

Rebelion

Main Concern

UV:

JNXD

Scale

Rebourne

Galactixx

Sephyx

Ecstatic

Crystal Lake

Toneshifterz

Allstvrs

DJ Isaac

Da Tweekaz

Hard Driver

Hosted by DL

Black:

Yoshiko

Bodyshock

Neophyte

Mad Dog

Noize Suppressor

Art Of Fighters

Miss K8

N-Vitral presents "Bombsquad"

Angerfist

Andy The Core

The Sickest Squad

Spitnoise

Scarphase [LIVE]

Hosted by Diesel

Gold - Early Rave:

Waxweazle

Dano

Panic

Dune

Jappo

Rotterdam Terror Corps [LIVE]

Ruffneck

Bertocucci Feranzano

Vince

Frantic Freak

Drokz

Hosted by Da Mouth of Madness   

Magenta:

Jaws

Sunny D

Haze & Abyss

Scot Project

Beholder

Pavo

Derb

Zany

Alpha Twins

Hosted by Da Syndrome

White

Crude Intentions

Plug 'N Play

Dutch Movement

Dr.Rude

Mark With A K

Billy The Kit

Pat B [LIVE]

Ransom

Jebroer [LIVE]

Ruthless

The Viper

Kutski

Hosted by Ruffian

Silver:

380 Volt

Somniac One

Wavolizer & Geck-O

Mindustries

Trasher

The Outside Agency

The Teknoist

The DJ Producer & DJIPE

Dolphin

Hosted by Dart

Purple:

Radrz

Arzadous

Emphasis

Euphorizer

Luca Tester

Legion

MKN

D-Stroyer & Recoder

Airtunes

Deluzion

Primeshock

Ceazar

Imperatorz

Hosted by Dash

Indigo:

Rvage

Neroz

Chris One

Rejecta

Ncrypta

Killshot

Prefix & Density

Unresolved

Caine

Luminite, Physika & Thyron

Mind Dimension

Hosted by MC Focus

Yellow:

Sloperij Jansen

System: Overload

Billx

Hatred

Lady Dammage

Dr. Peacock [Early Peacock Set]

F.Noize

Angernoizer

[KRTM]

Noisekick

Hosted by No-ID

Sculpture Park:

Afes

Audiomolekül

Azabim

Dokuso

Joe Patroon [CHILL OUT SET]

Lano [AMBIENT/DUB]

MorQuador & Psytaneous

Ricardo Carota

Rickert V

Tribalicious

Dex's Feestcafe:

Boevenbende

Charmante Gasten

Daani

Her00s from the Zer00s

Ouwe Jongens Krentebrood

Skoften Sloopservice

Stoelendans

Tjerhakkers

Afterparty:

 

Blue:

TNT (aka TECHNOBOY 'N TUNEBOY)

DJ The Prophet

Bass Chaserz

Mental Theo

Hosted by Da Syndrome

 

Sunday 

Red - Sunday Funday:

Zazafront

Wasted Penguinz & Adrenalize

Ransomnia & Friends

Psyko Punkz

Dee-Block & S-te-pack

Zatox [LIVE]

Tweekacore & Darren Styles

Peacock in Concert

Red - Closing Ceremony:

Brennan Heart

Coone

Project One

 

Blue:

Deepack

MYST

Act Of Rage

Clockartz

Endymion [LIVE]

Crypsis & Chain Reaction present "Unlike Others

Sub Sonik

D-Sturb [LIVE]

Frequencerz "Stealth Mode"

Phuture Noize presents "Black Mirror Society" [Showcase]

Deetox - "Bring The Riot" [LIVE]

Delete VIP

REBEL[UT]ION

Hosted by Nolz

 

Black - Breakfast for Champions:

Speedcornflakes

Black:

Koozah

The Melodyst

Anime

Nosferatu

Evil Activities

I:GOR

Deadly Guns

D-Fence

Partyraiser & Bulletproof

Sefa

Hosted by Diesel

UV - Open Airbed Concert:

The Hardstyle Pianist

UV

Cyber

Audiotricz

Keltek

Retrospect

Demi Kanon

Devin Wild

Crisis Era

Hosted by Tellem

Gold :

Predator

D'Spyre

Buzz Fuzz

The Viper

Traxtorm Legends

Tha Playah & Dazzler

Promo

Negative A

Hosted by Da Mouth of Madness

Magenta:

Lip DJ

Davide Sonar

Faistos

Stephy

The Pitcher

Second Identity

Daniele Mondello

Balistic

2-Sidez [LIVE]

Hosted by DL

White:

Raw Workout with Body & Fit with Bass Chaserz, Rejecta, Jason Payne & Apexx

Genius

GLYD LX

Geck-O (QULT Special)

Dirtcaps

DR Phunk

Bass Chaserz & Ruthless

RÄT N FRIKK [LIVE]

The Darkraver & Outsiders

Hosted by Boogshe

Silver:

Ghost In the Machine

Rude Awakening

Dither

Switch Technique presents "Nonexistent"

Tugie

Igneon System

Tripped

The Satan

Hosted by Dart

Indigo

Crystal Mad

D-Attack

Re-Mind

AVIO [LIVE]

The Classics Machine

Exit Mind

The Apexx Machine

The Purge

Rooler

Malice

Hosted by Livid

 

Yellow

Cryogenic

Sjammienators

The Sickest Squad [Sickcore Set]

Spitnoise & Chaotic Hostility

DRS

NSD

GPF: The Sex Show

Hosted by No-ID

Sculpture Park:

ENNiK

Gekke Sietse

Hitmark

Joe Patroon [TRIPHOP SET]

Lano [MINIMAL SET]

M-Jay

Minitech Project

Modeklang

Stefan de Koning

Toontje Vager

Dex's Feestcafe:

Allstarz

Buren van de Brandweer

Flashback Heroes

Shag Ü

Sjieke Bazen

Tjerhakkers

VAAGSTYLE

## Defqon.1 Australien
| Jahr | Hymne                                              | Anzahl DJs | Datum               |
| ---- | -------------------------------------------------- | ---------- | ------------------- |
| 2009 | Zany - Maximum Force                               | 15         | 19. September       |
| 2010 | Headhunterz - Save your Scrap for Victory          | 72         | 18. September       |
| 2011 | Toneshifterz - Psychedelic Wasteland               | 74+        | 17. September       |
| 2012 | Wildstylez - True Rebel Freedom                    |            | 15. September       |
| 2013 | Brennan Heart - Scrap the System                   |            | 14. September       |
| 2014 | Code Black - Unleash The Beast                     |            | 20. September       |
| 2015 | Frontliner & Dillytek ft. 360 - No Guts, No Glory! |            | 18. – 19. September |
| 2016 | Code Black, Audiofreq & Toneshifterz - Dragonblood |            | 17. September       |
| 2017 | D-Block & S-te-Fan - The Eye Of The Storm          |            | 16. September       |
| 2018 | Coone - Dedicated To The Core                      |            | 15. September       |

### Line-Ups Defqon.1 Australien 2009 und 2010
Red - All harder styles (Main Stage)

Fausto

Davide Sonar

Nitrouz

The Prophet

Brennan Heart

Max Enforcer vs The Beholder

Noisecontrollers

Donkey Rollers

Alpha2

Deepack

Zany

Black - Hardcore

Spellbound

Decipher

Kasparov LIVE

Evil Activities

The Viper

Tha Playah

Noize Suppres
or

Endymion

Art of Fighters

Grey - Early Rave/Oldschool

Chester

Paul Holden

Gizmo

Public Domain

Sasha Vathoff

Pavo

The Viper & Frank-E & Mars-L

The Prophet

Neophyte

Orange - Hardtrance/Tech Trance

Bioweapon

Nik Fish vs Amber Savage

Joop

Dr. Willis

Jowan

Fausto

Mark Sherry

Alex Kidd

Proteus

K90

Vandall

Purple - Talents

Nathan Cryptic vs Imperial

DJ Comp Finalist - Adelaide

DJ Comp Finalist - Brisbane

DJ Comp Finalist - Northern Territory

DJ Comp Finalist - Sydney

DJ Comp Finalist - Melbourne

Dexi vs Daniel Valerium

Scotty G vs Cantosis

Yennus vs Soul-T

Sdee vs Audio Damage

Matrix vs Xdream

Suae vs Pulsar

RED - All Harder Styles (Main stage)

B-Front

Bioweapon

Dr. Willis

Frontliner

Headhunterz

Nik Fish

Psyko Punkz

Stephanie

Tatanka

Wildstylez

BLUE - Hardstyle

Alpha²

Max Enforcer

Pavo

Isaac

Suae & Pulsar

Tatanka & Zatox

The Prophet

Toneshifterz

BLACK - Hardcore

Evil Activities

Korsakoff

Mad Dog

Outblast

Promo

Spellbound

Unexist

Vanth

ORANGE - Hardtrance

A*S*Y*S*

Amber Savage vs. Steve Hill

Arbor vs. Cantosis

BRK3

Hardforze vs. Micky D

Kan Cold

Kutski

Matrix vs. Shadower

Nathan Cryptic vs. Andre Jay

Pee Wee vs. John Ferris

Scot Project

GREEN - Minimal/Techno/Psytrance

Abuse

Alex Up

Azza

Dylan Griffin

Keirra Jade

Marcotix

MSG

Ritchie Jay

Rob Zobec

Substance

Thao

PURPLE - Local talent

Audio Damage vs. Kid Finley

Hektic vs. Arbee

HSB

Nick Watts vs. Zac Slade

S Dee vs. Toxic

Scotty G vs. Bennett

Soul-T vs. Karpe DM

XDream vs. Keely

Producer Competition Winner

## Defqon.1 Chile
| Jahr | Hymne                          | Anzahl DJs | Datum        |
| ---- | ------------------------------ | ---------- | ------------ |
| 2015 | Wildstylez – Unleash The Beast | 33         | 12. Dezember |
| 2016 | Frontliner – Dragonblood       |            | 10. Dezember |